# Dictatus papae

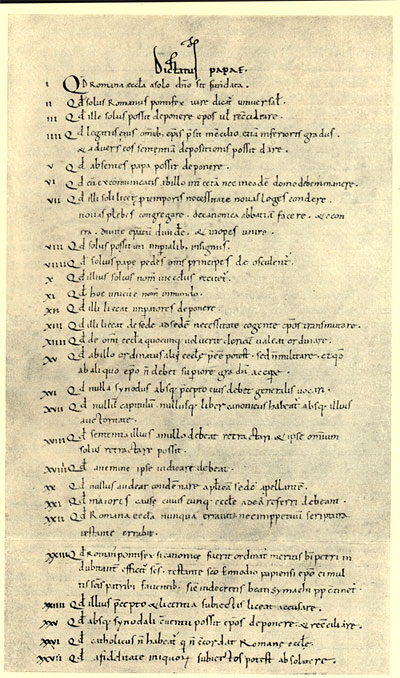
Het Dictatus papae

Het Dictatus papae is een document waarin de pauselijk primaat wordt vastgesteld. Het wordt veelal toegeschreven aan Gregorius VII (1073-1085) en is ondergebracht in het Vaticaans Archief in het register van het jaar 1075, maar wordt wel gedacht van later datum te zijn, al komen de stellingen overeen met de visie van Gregorius en de Gregoriaanse hervorming.

## Inhoud
Het bestaat uit zevenentwintig stellingen waarmee het pauselijk primaat ingevuld wordt, zowel als bisschop van Rome tegenover de overige bisschoppen, als tegenover het wereldlijk gezag. Volgens het document kan alleen de paus bisschoppen benoemen, afzetten of van bisdom doen veranderen. Deze verordening werd een belangrijke oorzaak van de Investituurstrijd. Het verleende de paus het hoogste gezag binnen Kerk en maatschappij. De paus plaatste zich daardoor boven de bisschoppen, boven de synode en zelfs boven het canoniek recht. Het stelde hem ook boven de wereldlijke heersers, waaronder dus ook de Duitse keizer, die hij kon excommuniceren en derhalve impliciet afzetten. Bovendien waren hun onderdanen in dat geval ontslagen van hun eed van trouw. Deze politiek maakte hem tot een van de twee hoofdfiguren uit de Investituurstrijd.

## Vertaling
| Latijns origineel | Nederlandse vertaling |
| --- | --- |
| Dictatus papae 1. Quod Romana ecclesia a solo Domino sit fundata. 2. Quod solus Romanus pontifex iure dicatur universalis. 3. Quod ille solus possit deponere episcopos vel reconciliare. 4. Quod legatus eius omnibus episcopis presit in concilio etiam inferioris gradus et adversus eos sententiam depositionis possit dare. 5. Quod absentes papa possit deponere. 6. Quod cum excommunicatis ab illo inter caetera nec in eadem domo debemus manere. 7. Quod illi soli licet pro temporis necessitate novas leges condere, novas plebes congregare, de canonica abbatiam facere et e contra, divitem episcopatum dividere et inopes unire. 8. Quod solus possit uti imperialibus insigniis. 9. Quod solius papae pedes omnes principes deosculentur. 10. Quod illius solius nomen in ecclesiis recitetur. 11. Quod hoc unicum est nomen in mundo. 12. Quod illi liceat imperatores deponere. 13. Quod illi liceat de sede ad sedem necessitate cogente episcopos transmutare. 14. Quod de omni ecclesia quocunque voluerit clericum valeat ordinare. 15. Quod ab illo ordinatus alii ecclesiae preesse potest, sed non militare; et quod ab aliquo episcopo non debet superiorem gradum accipere. 16. Quod nulla synodus absque precepto eius debet generalis vocari. 17. Quod nullum capitulum nullusque liber canonicus habeatur absque illius auctoritate. 18. Quod sententia illius a nullo debeat retractari et ipse omnium solus retractare possit. 19. Quod a nemine ipse iudicari debeat. 20. Quod nullus audeat condemnare apostolicam sedem appellantem. 21. Quod maiores cause cuiuscunque ecclesiae ad eam referri debeant. 22. Quod Romana ecclesia nunquam erravit nec imperpetuum scriptura testante errabit. 23. Quod Romanus pontifex, si canonice fuerit ordinatus, meritis beati Petri indubitanter efficitur sanctus testante sancto Ennodio Papiensi episcopo ei multis sanctis patribus faventibus, sicut in decretis beati Symachi pape continetur. 24. Quod illius precepto et licentia subiectis liceat accusare. 25. Quod absque synodali conventu possit episcopos deponere et reconciliare. 26. Quod catholicus non habeatur, qui non concordat Romanae ecclesiae. 27. Quod a fidelitate iniquorum subiectos potest absolvere. | De paus heeft gezegd: 1. Dat de Kerk van Rome door de Heer zelf gegrondvest is. 2. Dat alleen de Romeinse Pontifex met recht 'universeel' genoemd wordt. 3. Dat hij alleen bisschoppen kan ontslaan en weer kan aannemen. 4. Dat zijn gezant tijdens een concilie voorrang heeft op alle bisschoppen, ook wanneer hij een lagere wijdingsgraad heeft en dat hij ten opzichte van hen het recht van ontslag heeft. 5. Dat de paus afwezigen kan afzetten. 6. Dat wij met door hem geëxcommuniceerden onder andere niet in één huis mogen verblijven. 7. Dat het alleen hem toegestaan is om, volgens de noden van de tijd, nieuwe wetten uit te vaardigen, congregaties samen te voegen, een sticht tot abdij te verheffen of omgekeerd, een welvarende bisdom te splitsen of arme bisdommen samen te voegen. 8. Dat hij alleen gerechtigd is de keizerlijke insignia te dragen. 9. Dat alle vorsten enkel de voeten van de paus kussen. 10. Dat in de kerken alleen zijn naam genoemd wordt. 11. Dat dit de enige naam in de wereld is. 12. Dat het hem is toegestaan keizers af te zetten. 13. Dat het hem is toegestaan, bij dringende noodzaak, bisschoppen van de ene zetel naar de andere over te plaatsen. 14. Dat hij naar believen geestelijken uit ieder diocees kan wijden. 15. Dat door hem gewijde priesters, voorgaan op andere geestelijken, maar dat zij van andere bisschoppen geen hogere wijdingen mogen ontvangen. 16. Dat zonder zijn last geen synode universeel genoemd kan worden. 17. Dat geen canon of geen boek canoniek genoemd kan worden zonder zijn toestemming. 18. Dat geen vonnis dat door hem is uitgesproken door iemand anders kan worden herroepen en hijzelf de enige is die een vonnis kan herroepen. 19. Dat hij door niemand berecht mag worden. 20. Dat niemand het waagt om iemand te veroordelen die de Heilige Stoel te hulp roept. 21. Dat aan die laatste alle belangrijke zaken in andere kerken moeten worden overgelaten. 22. Dat de Kerk van Rome nimmer heeft gedwaald, en naar getuigenis van de Heilige Schrift, ook nooit dwalen zal. 23. Dat de Romeinse Pontifex, indien kerkrechtelijk gewijd, door de verdiensten van Sint Petrus heilig zal worden, waarvan Sint Ennodius, bisschop van Pavia, getuigt en zoals is vastgelegd in de decreten van Sint Symmachus de paus. 24. Dat op zijn bevel, of met zijn toestemming, het ondergeschikten is toegestaan beschuldigingen te uiten. 25. Dat hij zonder synode bisschoppen kan ontslaan of herbenoemen. 26. Dat hij die zich niet in overeenstemming met de Kerk van Rome bevindt, zich niet katholiek kan noemen. 27. Dat hij gelovigen kan ontslaan van hun eed aan slechte mensen. |

## Noot
1. ↑  Vertaling ontleend aan: Dictatus papae, kro-ncrv.nl. Gearchiveerd op 4 juni 2016.